# Лоран, Донасьен
Донасьен Лоран (фр. Donatien Laurent;
27 сентября 1935, Бельфор, Франция — 24 марта 2020, Брест, Франция) — французский этнограф, фольклорист, музыковед
, лингвист. Доктор наук (1989).

## Биография
Родился в семье выходцев из Бретани. Учился в Париже, где увлёкся бретонской народной музыкой и танцами, выучил бретонский язык, изучал кельтскую культуру и искусство.
С 1987 по 1999 год возглавлял Центр бретонских и кельтских исследований. Был одним из первых этнологов, проанализировавших устную культуру и певческую традицию Бретани. Известен своими исследованиями первоисточников сборника «Barzaz Breiz» (Бретонские баллады).
Среди многочисленных жанров устной бретонской литературы особый интерес для него представляли баллады (gwerzhiou), в которых, в отличие от других жанров часто запечатлевались не выдуманные, а реальные исторические события. Так, Д. Лоран в своих исследованиях показал, что в основу некоторых баллад, собранных и записанных в XIX веке, легли события предыдущих столетий, самое раннее из которых датируется XV веком: одна из баллад повествует о высадке английских войск на Леонское и Трегьерское побережье. В одной из баллад отражена осада Гвенгампа (1488), к описанию которой примешаны детали событий 1591 г. В одной из баллад подробно описываются события крестьянского восстания 1490 года, произошедшего на фоне франко-бретонской войны, однако первые её строки относят нас к ещё более раннему событию.

## Избранные труды
- La Gwerz de Louis Le Ravallec (1967)
- La Gwerz de Skolvan et la légende de Merlin (1971)
- Berc’het, la déesse celtique du Menez Hom (1971)
- Aux origines du Barzaz-Breiz (1974)
- Autour du Barzaz-Breiz : Le Faucon (Ar Falc’hon) (1977)
- Aymar de Blois et les Premières Collectes de chants populaires bretons (1977)
- Récits et contes populaires de Bretagne, réunis dans le pays de Pontivy (1978)
- Aux sources du Barzaz-Breiz : la mémoire d’un peuple (1989)
- Chant historique français et tradition orale bretonne (1994)
- La Bretagne et la Littérature orale en Europe (1995)
- La Nuit celtique (1996)
- Herri Léon et le Scolaich beg an treis (2004)

В 2010 году Лоран был отмечен Институтом культуры Бретани за свою работу и награждён Орденом Горностая. В 2014 году в Локронане был открыт сад его имени.